# Halepaghen-Schule
Die Halepaghen-Schule (kurz HPS) ist ein Gymnasium mit zweisprachigem Unterrichtsangebot zum Erwerb des Exzellenzlabels CertiLingua in der Hansestadt Buxtehude in Niedersachsen.

## Geschichte
Im Jahr 1390 wurde zum ersten Mal ein rector scholarium als Leiter der örtlichen Klosterschule urkundlich erwähnt. Die Urkunde wurde im Jahr 1990 von der damaligen Stadtarchivarin Margarete Schindler entdeckt, die bei Hermann Aubin über die Buxtehuder Stadtgeschichte promoviert hatte. Bis dahin galt die „Schulordnung für die Buxtehuder Lateinschule“ von 1552, verfasst von dem Hamburger Superintendenten Johannes Aepinus als ältester Nachweis einer Schule in Buxtehude.
Die Schule befand sich ursprünglich in unmittelbarer Nähe der Buxtehuder St. Petri-Kirche und bildete bis zur Säkularisation der Klöster nach dem Westfälischen Frieden 1648 im Unterschied zu lateinischen Knabenschulen auch Novizinnen des Alten und Neuen Klosters aus. Bereits ab 1641 wurde neben Lesen und Schreiben auch Rechenunterricht erteilt durch so bekannte Rechenmeister wie Nicolaus Rohlfs und dessen Sohn Matthias. Seit 1927 gibt es an der HPS die Koedukation.
Die Schule ist seit 1952 nach Gerhard Halepaghe, Vikar an St. Petri in Buxtehude, Magister der Lateinschule und Stifter, benannt.
Sein Handstempel (Siegel) war Vorbild für das heutige Schulwappen – einen Engel, der schützend seine Hand über das Niedersachsenpferd hält.
Der Neubau an der Konopkastraße wurde 1963 fertiggestellt und seitdem mehrmals erweitert. Seit 1871 war die HPS an der Harburger Straße, seit 1899 im Gebäude der heutigen Albert-Schweitzer-Schule untergebracht.

## Organisation

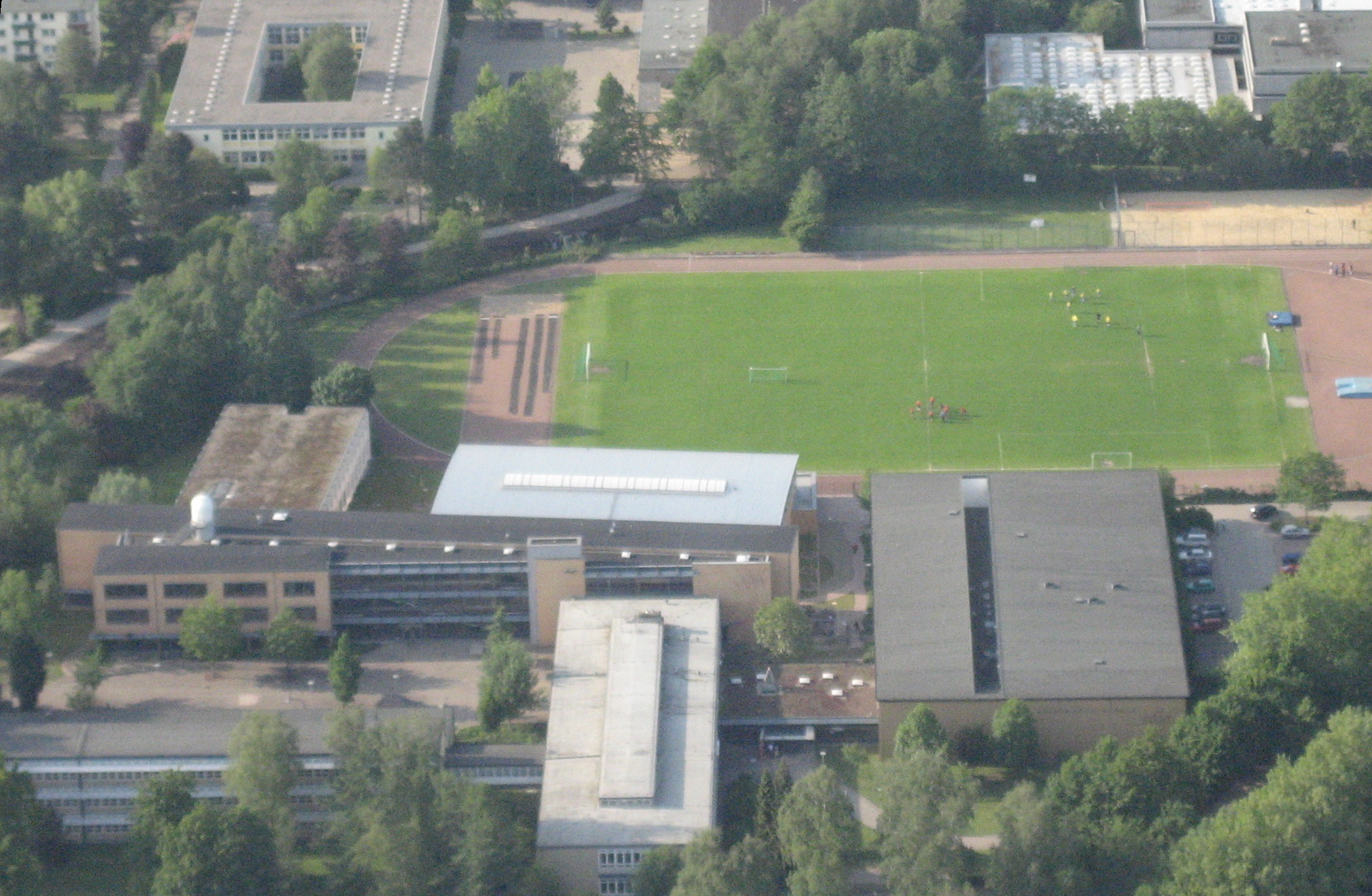
Die HPS (vorne) aus der Luft. Im Hintergrund links die Grundschule am Rotkäppchenweg mit Innenhof, rechts die Berufsbildenden Schulen Buxtehude.

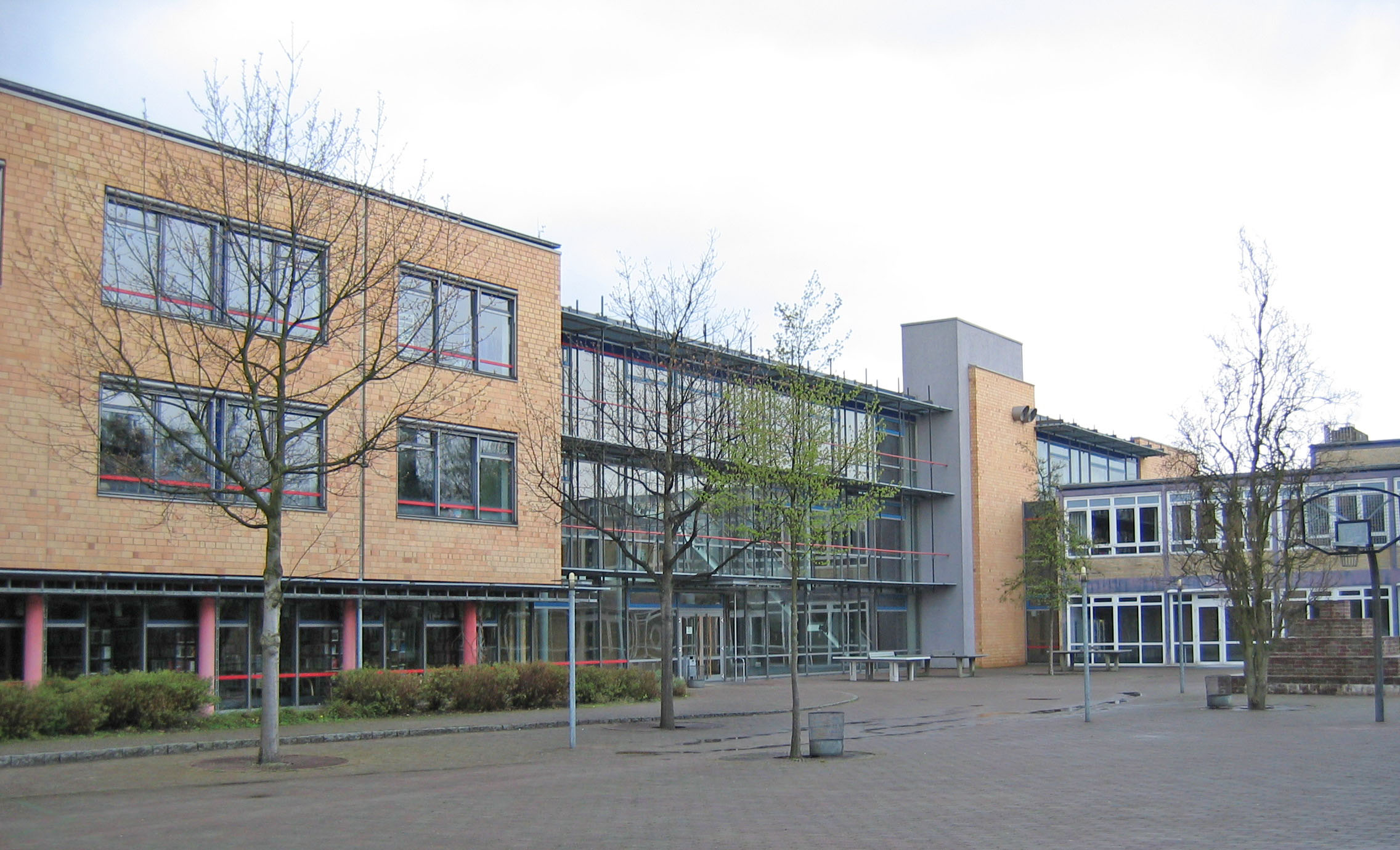
Der Hof mit den Trakten B und D im Hintergrund

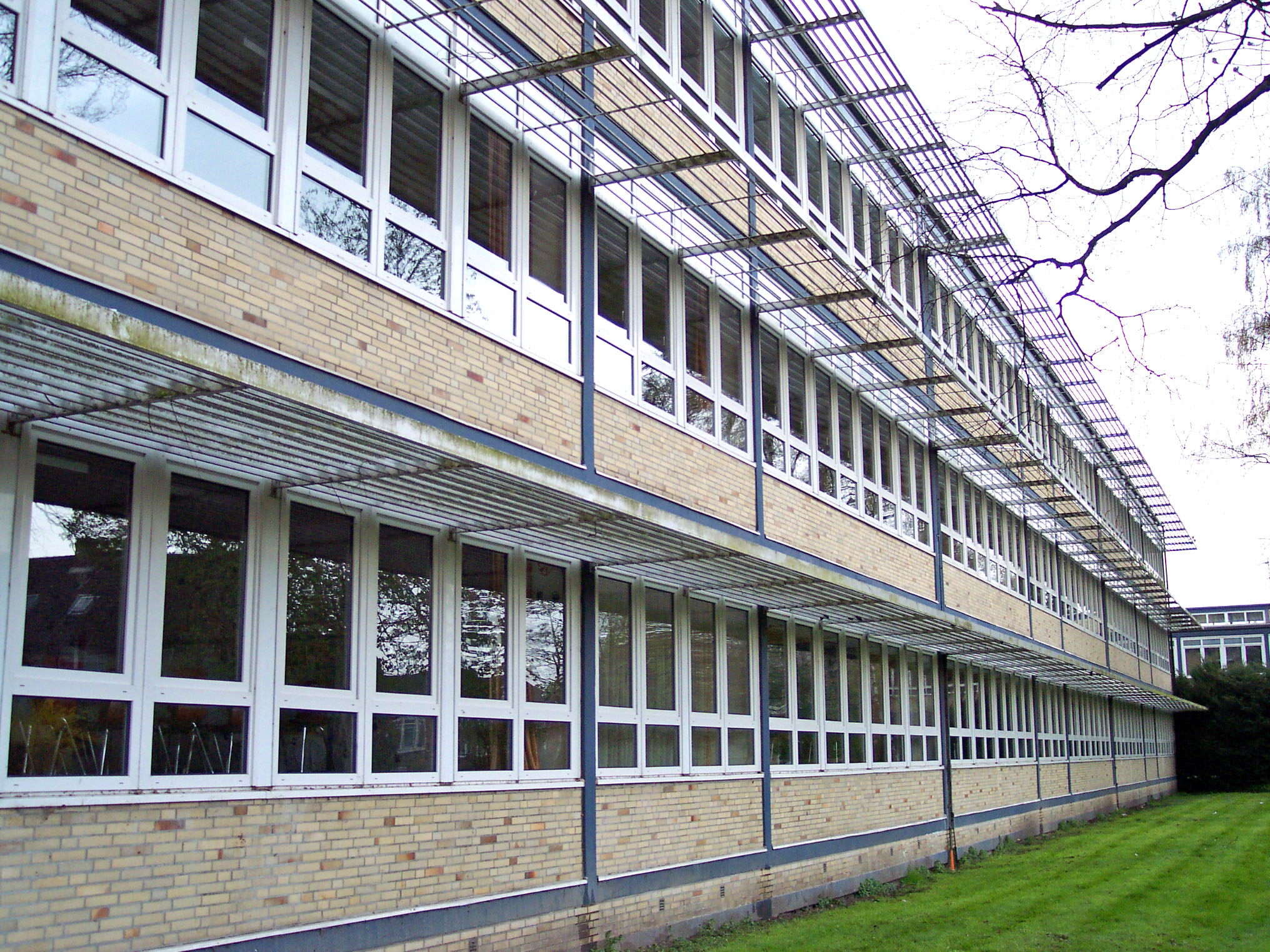
Der C-Trakt

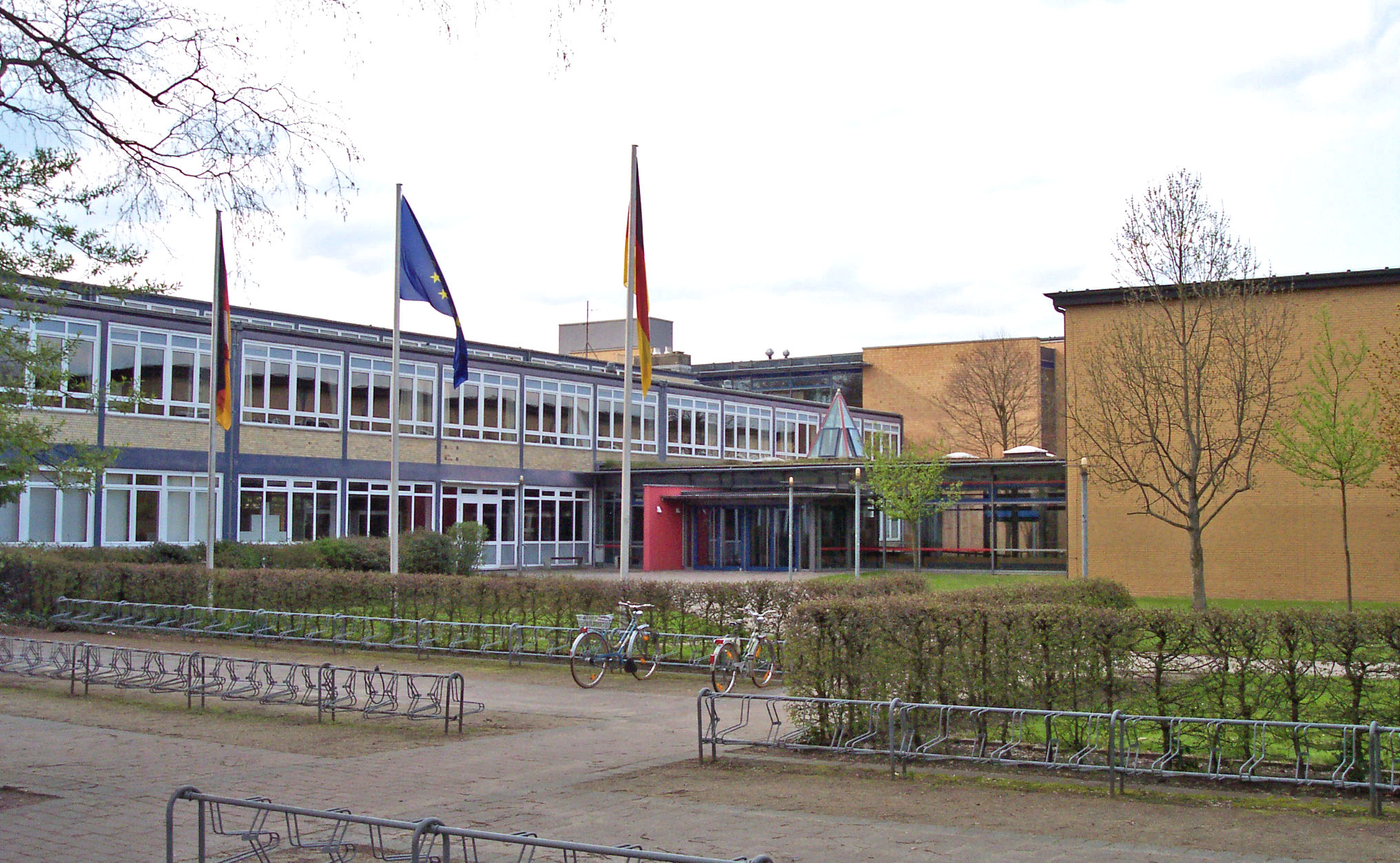
Eingang der HPS mit Beflaggung zum Tag der Arbeit 2006

### Buxtehuder Modell
Im Jahr 1966 führte der damalige Schuldirektor Johannes Güthling mit dem Buxtehuder Modell für die Jahrgangsstufen 12 und 13 grundlegende Neuerungen in der Unterrichtsform und der Schulverfassung ein. Die Klassenverbände wurden aufgelöst und durch von den Schülern frei gewählte Kurse ersetzt. Der sogenannte Gemeinsame Ausschuss (kurz GA), der als Hauptausschuss Eingang in das niedersächsische Schulgesetz von 1982 fand, stimmte anstelle der Gesamtkonferenz der Lehrer über die schulinternen Angelegenheiten ab und war paritätisch mit gewählten Vertretern der Schüler, der Eltern und des Lehrpersonals unter dem Vorsitz des Schulleiters besetzt. Für Schüler und Eltern, aber auch für Lehrer war dies ein außerordentliches und ungewöhnliches Gremium, das damals an anderen allgemeinbildenden Schulen in Deutschland weitgehend unbekannt war.

### Eigenverantwortliche Schule
Mit Wirkung zum 1. August 2007 hat der Niedersächsische Landtag im niedersächsischen Schulgesetz die „Eigenverantwortliche Schule“ beschlossen. Seitdem wirken Lehrer, Eltern und Schüler im Schulvorstand zusammen, um die Arbeit der Schule mit dem Ziel der Qualitätsentwicklung zu gestalten. Daneben gibt es außer der Gesamtkonferenz, die vor allem für pädagogische Angelegenheiten wie die Leistungsbewertung zuständig ist, an der HPS weiterhin den Gemeinsamen Ausschuss mit paritätischer Besetzung.

### Weitere Gremien
Neben dem Schüler- und dem Schulelternrat wird die HPS in schulischen Belangen seit 1962 durch den Schulverein der Halepaghen-Schule Buxtehude e. V. unterstützt.
Außerdem veranstaltet die Ehemaligen-Gruppe jedes Jahr am 27. Dezember einen Tag der offenen Tür.

## Qualitätsentwicklung
Von 2002 bis 2005 war die HPS Mitglied im Qualitätsnetzwerk Niedersachsen. Der „Schul-TÜV“ im Namen des Niedersächsischen Kultusministeriums bestätigte der Schule ein herausragendes pädagogisches Klima.
Das Leitbild der HPS ist bis heute geprägt von den dort gewachsenen und entwickelten demokratischen Strukturen.

## Internationale Ausrichtung
Die Halepaghen-Schule unterhält verschiedene Schul-Partnerschaften, so mit Litauen (Šilutė), Frankreich (Blagnac) und den Vereinigten Staaten (Pittsburgh). Seit 2005 gibt es zudem einen Austausch mit Schweden (Örebro) sowie der Türkei (Istanbul). Seit 2009 gibt es eine weitere Partnerschaft mit einer Schule in Pamplona, Spanien. Ein Englandaustausch ist derzeit im Aufbau.
Nach dem Zweiten Weltkrieg begann die Halepaghen-Schule, Verbindungen zu Schulen in England und Frankreich aufzubauen. Es folgte ein jahrelanger, regelmäßiger Austausch, der z. T. im Zusammenwirken mit dem Buxtehuder Turn- und Sportverein (BSV) realisiert wurde. Der erste internationale Austausch fand im April 1963 mit dem französischen Millau statt. In den Austausch war auch der Einsatz ausländischer Lehrkräfte an der HPS einbezogen.
Die ab Mitte der sechziger Jahre angebotenen Sprachkurse für ausländische Schüler führten jedoch nicht zu einem dauerhaften Austausch.
Mit Beginn der achtziger Jahre bemühten sich deshalb besonders die jüngeren Lehrer der Halepaghen-Schule erneut um Kontakte zu Schulen in Frankreich, den USA und England. Als wichtigster Austausch ist wohl der mit dem Collège Henri Guillaumet im südfranzösischen Blagnac (bei Toulouse) zu nennen, mit dem die ersten konkreten Absprachen 1984 getroffen wurden. Die französischen Austauschschüler lernen in der Regel Deutsch als erste Fremdsprache über einen Zeitraum von drei Jahren, bevor sie Buxtehude besuchen, meist zu Ostern. Der Gegenbesuch der deutschen Schüler erfolgt im Herbst.
Im Jahre 1989 wurde eine weitere Partnerschaft mit einer Schule in Šilutė, Litauen begründet, die im Frühjahr 1990 zu einem ersten Austausch führte.
2005 gab es erstmals einen Austausch mit einer jüdischen Schule in Istanbul sowie mit dem schwedischen Örebro für die 8. Klassen im Rahmen des Comenius-Programms. Inzwischen wird eine regelmäßige Partnerschaft mit Örebro angestrebt.

## Schule ohne Rassismus – Schule mit Courage
Die HPS nimmt offiziell an dem Projekt Schule ohne Rassismus – Schule mit Courage der vom Bund geförderten Aktion Courage teil. Die Schule organisiert dazu zahlreiche Veranstaltungen, um Rechtsextremismus, Antisemitismus und Diskriminierung jedweder Form an der Schule zu thematisieren. Projektpate der Halepaghen-Schule ist der deutsche Kommunalpolitiker Wolf-Egbert Rosenzweig.
Es waren bereits ein Vertreter des niedersächsischen Verfassungsschutzes, Fritz Kath, Vorstandsmitglied der jüdischen Gemeinde in Hamburg und der Gesellschaft für christlich-jüdische Zusammenarbeit Hamburg, zwei Islamwissenschaftlerinnen der GIGA-Stiftung und der Universität Hamburg sowie der Rechtsrock-Experte Christian Dornbusch zu Gast. Zudem gastierte eine Wanderausstellung der Amadeu Antonio Stiftung zum Thema Antisemitismus in der HPS.
Am 10. Oktober 2006 kam der damalige Generalsekretär des Zentralrat der Juden in Deutschland, Stephan Kramer, nach Buxtehude und hielt einen Vortrag zum Thema „Wir brauchen Patriotismus!“.

## Schüler

### Schülerzeitungen
In der Geschichte der Halepaghen-Schule gab es mehrere Schülerzeitungen. Eine von ihnen war die Zeitung Kacktus. Zuletzt existierte an der HPS die Schülerzeitung der paghe. Am 16. Dezember 2013 wurde die erste Ausgabe mit Erfolg verkauft. Anschließend gab es in unregelmäßigen Abständen immer wieder neue Ausgaben. Nach der sechsten Ausgabe wurde der paghe jedoch eingestellt.
Seit Anfang 2020 wurde eine neue Schülerzeitung namens TheHaps vorbereitet. Am 11. Mai 2020 ist die erste Ausgabe erschienen. Ein begleitender Podcast, der Halepodcast, ist bei Apple Podcasts, Soundcloud oder Spotify zu hören.

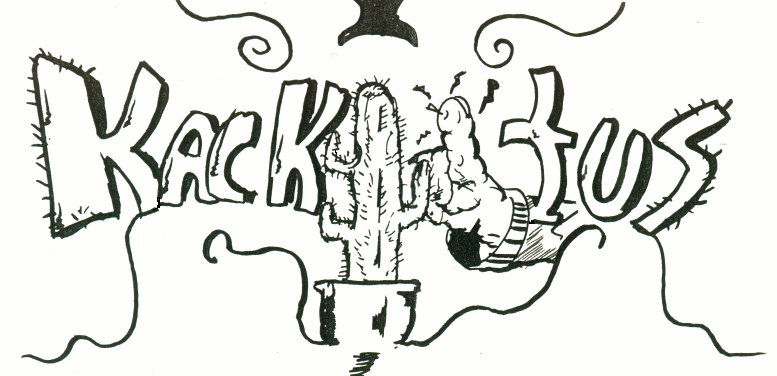
Logo der Schülerzeitung Kacktus
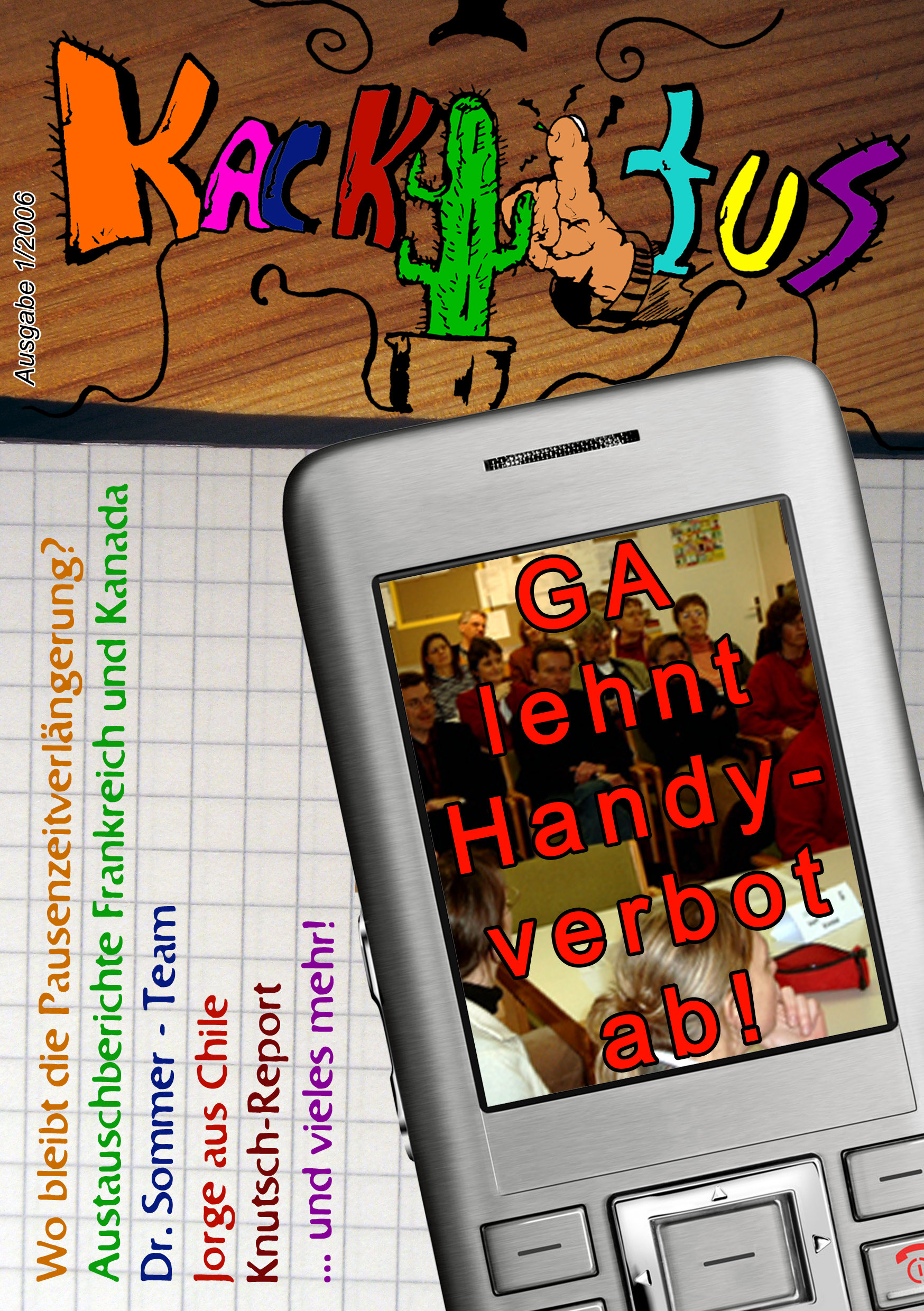
Cover der ersten Ausgabe des Kacktus (2006)
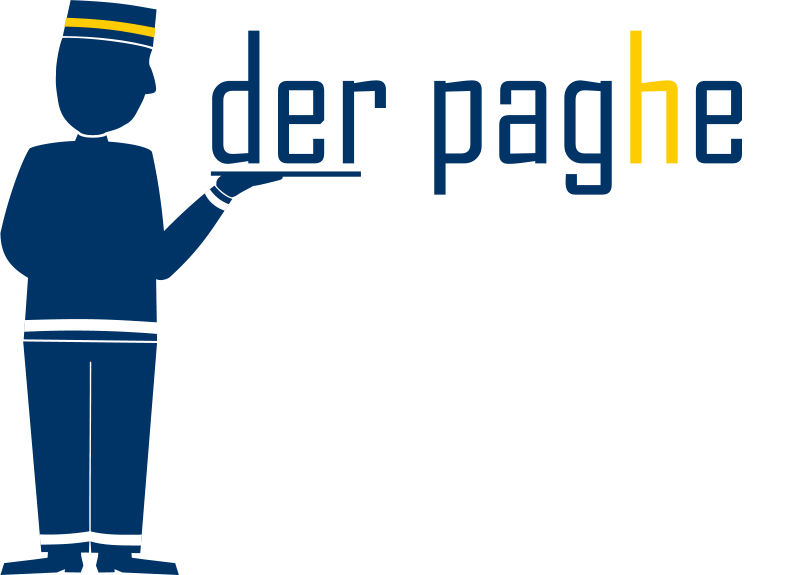
Logo der Schülerzeitung der paghe

### Schülerrat
Der Schülerrat der Halepaghen-Schule engagiert sich auch außerhalb der Schule in der Bildungspolitik wie 2005 durch die Übergabe einer Protestnote an den niedersächsischen Kultusminister Bernd Busemann gegen die Abschaffung der Lernmittelfreiheit, schlechte Lehrerversorgung und die Streichung der Gelder für Klassen- und Studienfahrten oder 2006 mit einem Protestbrief zur Oberstufenverordnung an den Niedersächsischen Innenminister Uwe Schünemann.

## Bekannte Rektoren
- 1745–1762 Lorenz Joachim Müller
- 1786–1792 Heinrich Wilhelm Rotermund
- 1954–1969 Johannes Güthling
- 1971–1993 Ulrich Uffrecht

## Bekannte Absolventen
- Florence Brokowski-Shekete, deutsche Pädagogin, Schulamtsdirektorin und Lehrbeauftragte
- Elton, deutscher Fernsehmoderator und Entertainer
- Marco Fritzsche, deutscher Biophysiker und Hochschullehrer
- Dieter Perlowski, deutscher Schriftsteller und Bühnenautor (1969)
- Simon Sommerfeld, deutscher American-Football-Spieler
- Stefan Studer, ehemaliger Profispieler in der Fußball-Bundesliga und Sportfunktionär
- Cora Stephan, deutsche Publizistin, Schriftstellerin und Kriminalautorin
- Antonia Wesseloh, deutsches Model
- Tiemo Wölken, deutsches Mitglied des Europäischen Parlaments